# Kanton Göttingen
Der Kanton Göttingen bestand von 1807 bis 1813 im Distrikt Göttingen (Departement der Leine, Königreich Westphalen) und wurde durch das Königliche Decret vom 24. Dezember 1807 gebildet. Er bestand ausschließlich aus der Stadt Göttingen und war von den Umstruktierungen des Distrikts zur endgültigen Festsetzung des Zustands der Gemeinden im Departement der Leine vom 16. Juni 1809 nicht betroffen. Kantonmaire war der vorheriger Göttinger Bürgermeister Konrad Julius Hieronymus Tuckermann.

## Gemeinden
- Stadt Göttingen